# Манојле Гавриловић
Манојле Гавриловић (Бјелуша код Ариља, 1945 — Београд, 11. јул 2020) био је српски књижевник.

## Живот
Рођен је у Бјелуши код Ариља. Члан Удружења књижевника Србије је постао 1974. Више година је радио као управник библиотеке „Петар Кочић“ у Београду. Добитник је угледних признања као што су Вукова награда и награда Одзиви Филипу Вишњићу. Преминуо је 11. јула 2020. у Београду у 75. години од последица коронавируса.

## Награде
- Вукова награда, 1992.
- Награда „Милан Ракић”, за књигу Пријездина љубав, 2004.
- Награда „Змај Огњени Вук”, за књигу Пријездина љубав, 2005.
- Награда „Перо деспота Стефана Лазаревића”, 2008.
- Награда „Печат вароши сремскокарловачке”, за књигу пјесама Црна плавет, 2012.[4]
- Награда „Печат кнеза Лазара”, за књигу Пчеле бога Перуна, 2016.
- Награда „Одзиви Филипу Вишњићу“, 2020.

## Дјела
- Сунце и кочије, (1973)
- Зачарано огњило, (1975)
- Бубњеви на Карпатима, (1979)
- Светлост ћирилице, (1988)
- Чувар златне јабуке, (1991)
- Црна плавет, Мала библиотека, Српска књижевна задруга (2011)
- Пчеле бога Перуна (2015)
- Словенска роса, Мала библиотека, Српска књижевна задруга (2017)